# Al-Salt
Al-Salt (tiếng Ả Rập: السلط Al-Salt — phát âm là Es-Sult hoặc Es-Salt) là một thị trấn nông nghiệp cổ đại và trung tâm hành chính ở phía tây-trung tâm Jordan. Nó nằm trên con đường cao tốc chính cũ nối từ Amman đến Jerusalem. Nằm ở cao nguyên Balqa với độ cao dao động khoảng 790-1100 mét so với mực nước biển, thị trấn được xây dựng trên ba ngọn đồi gần thung lũng Jordan. Một trong ba ngọn đồi có tên Jabal al-Qal'a, là địa điểm của một pháo đài đã bị đổ nát có niên đại từ thế kỷ 13. Đây là thủ phủ của tỉnh Balqa, một trong 13 đơn vị hành chính của Syria. Khu vực đô thị Salt có dân số khoảng 97.000 dân (năm 2006), trong đó có 65% là người Hồi giáo và 35% Kitô hữu. Năm 2021, Al-Salt đã được UNESCO thêm vào danh sách Di sản thế giới của nhân loại.

## Lịch sử
Người ta không biết thị trấn có người ở khi nào nhưng tin rằng nó được xây dựng bởi quân đội Macedonia dưới thời trị vì của Hoàng đế Alexandros Đại đế. Thị trấn được gọi là Saltus dưới thời kỳ Đế quốc Đông La Mã và là trụ sở của một giáo phận Công giáo. Vào thời điểm này, thị trấn được coi là khu định cư chính ở bờ Đông sông Jordan. Khu định cư sau đó đã bị phá hủy bởi vó ngựa của người Mông Cổ và sau đó được xây dựng lại dưới thời trị vì của Sultan Baybars I (1260-1277) nhà Mamluk.
Thị trấn này từng là khu định cư quan trọng nhất ở khu vực giữa thung lũng Jordan và sa mạc phía đông. Do là một điểm giao thương quan trọng giữa sa mạc phía đông và phía tây, nó là một địa điểm quan trọng đối với nhiều nhà cai trị của khu vực. Người La Mã, Byzantine và Mamluk đều đóng góp vào sự phát triển của thị trấn, nhưng thời kỳ thịnh vượng nhất của thị trấn này là vào cuối thế kỷ 19 và đầu thế kỷ 20, khi người Ottoman thành lập thủ đô hành chính khu vực ở đây và khuyến khích người dân tới định cư từ các khu vực khác của đế quốc.

### Thời đại Ottoman
Vào cuối thế kỷ 18, Salt là khu định cư lâu dài duy nhất ở vùng Balqa và tiếp tục tồn tại cho đến thế kỷ 19. Phần còn lại của Balqa do các bộ lạc Bedouin địa phương thống trị. Đây là thị trấn và trung tâm thương mại phát triển nhất ở Transjordan từ thế kỷ 18 cho đến những năm đầu tiểu vương quốc Transjordan. Nguồn nước dồi dào của thị trấn được cung cấp bởi hai con suối. Nó cũng chính là nguồn cung cho các khu vườn của thị trấn dọc theo thung lũng Wadi Shueib. Thị trấn nằm dọc theo sườn của một ngọn đồi hình nón, trên đỉnh là một pháo đài, và dọc theo những rặng núi là hai thung lũng sâu khiến nó địa điểm khó bị các bộ tộc Bedouin tấn công. Cư dân của Salt đã thương lượng các điều khoản với các bộ lạc, điều đó cho phép người dân thị trấn tiếp cận canh tác trên các cánh đồng lúa mì của họ ở vùng đồng bằng phía đông Balqa, đổi lại những người của bộ lạc sẽ được tiếp cận với các thị trường buôn bán rộng lớn của thị trấn. Ngoài ra, thỏa thuận trồng trọt được hình thành với các bộ lạc, theo đó người dân thị trấn Salt sẽ cư trú ở Amman và Wadi Wala vào mùa xuân cho đến khi thu hoạch, hàng năm họ sẽ phải cống nạp cho bộ tộc cai trị Balqa. Cho đến khoảng những năm 1810, bộ tộc mạnh mẽ nhất là Adwan được gọi là "lãnh chúa của Balqa". Sau đó, Banu Sakhr đã giành quyền thu thập cống phẩm từ Salt.
Thời kỳ hoàng kim của thị trấn là vào cuối thế kỷ 19, khi các thương gia từ Nablus đến đây để mở rộng mạng lưới kinh doanh của họ về phía Đông qua sông Jordan. Do sự xuất hiện của những người mới đến, giai đoạn này đã chứng kiến việc mở rộng Salt từ một ngôi làng đơn giản thành một thị trấn với nhiều tòa nhà có kiến trúc tao nhã, nhiều ngôi nhà được xây dựng theo phong cách Nablusi từ đá địa phương có màu mật ong vô cùng ấn tượng. Một số lượng lớn các tòa nhà từ thời kỳ này tồn tại cho đến tận năm 2009.
Sau Thế chiến I, thị trấn là địa điểm mà Herbert Samuel, Cao ủy của Đại sứ quán Anh tại Palestine, đã chọn để thông báo rằng người Anh ủng hộ một người Hashemite Hejazi cai trị thực thể trên bờ Đông của Palestine (hiện tại là Jordan). Mong muốn này đã trở thành hiện thực vào năm 1921 khi Abdullah I trở thành Emir của bờ Đông Jordan. Salt dường như là nơi được chọn làm thủ đô của tiểu vương quốc mới vì hầu hết ngành công nghiệp và thương mại đều có mặt tại đây. Trong giai đoạn này Salt không có trường trung học. Mặc dù vậy, Abdullah đã chọn thành phố này như là thủ đô của nhà nước Ả Rập đang nổi lên của mình, nhưng sau đó đã thay đổi ý định của mình và chuyển thủ phủ tới Amman. Amman vào thời điểm đó là một thành phố nhỏ.

## Hành chính
Al-Salt được chia thành 9 quận:
|   | Quận          | Dân số (2006) | Diện tích (Km2) |
| - | ------------- | ------------- | --------------- |
| 1 | Salt City     | 71.100        | 48              |
| 2 | Zai           | 2.580         | 7,7             |
| 3 | Umm Jouzeh    | 3.355         | 4,2             |
| 4 | Wadi Al-Hoor  | 1.815         | 1,73            |
| 5 | Al-Yazeediyeh | 900           | 1,08            |
| 6 | Yarqa         | 5.300         | 4,154           |
| 7 | Ira           | 4.100         | 4,4             |
| 8 | Allan         | 4.640         | 3,8             |
| 9 | Rumaimeen     | 2.884         | 4,3             |

## Nông nghiệp
Salt nổi tiếng ở Jordan vì sự màu mỡ của đất đai cùng chất lượng của các loại rau, hoa quả ở đây, đặc biệt là ô liu, cà chua, nho và đào. Thật vậy, tên của thị trấn được suy đoán là bắt nguồn từ Sultana, một loại nho được cho là có nguồn gốc ở đây. Số khác cho rằng, Salt bắt nguồn từ tên thành phố Saltos của đế quốc La Mã.
Wadi Shueib (thung lũng Jethro) là một trong những vùng trang trại nông nghiệp lớn nhất của Salt, một thung lũng có diện tích nông nghiệp lớn. Nó được đặt theo tên của một vị tiên tri đạo Hồi là Shuaib (Jethro), người là cha vợ của Moses và là một trong những người con của Ibrahim (Abraham). Hầu hết các trang trại tư nhân đều nằm tại thung lũng này. Các loại cây trồng chính ở đây gồm nho, ô liu và cây ăn quả khác.

## Giáo dục
Tại Salt có nhiều trường học, trong đó có nhiều trường tư thục có bề dày lịch sử từ năm 1800, chẳng hạn như trường Công giáo, La tinh. Đây cũng là quê hương của Viện Thánh địa dành cho Người khiếm thính, một trung tâm giáo dục phi lợi nhuận dành cho những người khiếm thính. Tại đây cũng có hai trường đại học là Đại học Ứng dụng Al-Balqa thành lập năm 1997 và Đại học Al-Ahliyya Amman (Đại học Quốc gia Amman) nằm trên đường cao tốc nối Amman với Salt.

## Du lịch
Trong quá khứ, Salt từng là khu định cư quan trọng nhất trong khu vực giữa thung lũng Jordan và sa mạc phía đông. Bởi lịch sử của nó như là một cầu nối quan trọng trong hoạt động thương mại giữa sa mạc phía đông và phía tây. Nó là một nơi để lại nhiều dấu ấn của các nhà cai trị.
Người La Mã, Byzantines và Mameluks đều góp phần vào sự phát triển của thị trấn nhưng vào cuối những năm 19 và đầu thế kỷ 20, trong thời kỳ Ottoman, là giai đoạn Salt thịnh vượng nhất. Lúc đó, Ottoman thành lập cơ sở hành chính khu vực ở Salt và khuyến khích các khu định cư khác trên khắp lãnh thổ của họ. Khi thị trấn mở rộng, nhiều thương gia đã đến và với sự giàu có vừa đạt được của họ, những ngôi nhà đẹp đã được xây dựng lên và tồn tại cho đến tận ngày nay.
Những tòa nhà bằng đá sa thạch vàng lộng lẫy kết hợp nhiều phong cách kiến trúc từ địa phương cho đến châu Âu. Thông thường, chúng có mái vòm, sân trong và cửa sổ vòm cao là những nét đặc trưng. Có lẽ đẹp nhất là biệt thự của Abu Jaber, được xây dựng từ năm 1892 đến năm 1906, có họa tiết được vẽ bởi các họa sỹ người Ý và được coi là ví dụ điển hình của một nhà thương mại thế kỷ 19 trong khu vực.
Được xây dựng trên một cụm ba ngọn đồi, Salt có nhiều điểm tham quan khác, bao gồm các ngôi mộ La Mã ở ngoại ô thành phố và pháo đài Ayyubid được xây dựng vào đầu thế kỷ 13 bởi al-Ma'azzam Isa, cháu của Saladin ngay sau năm 1198. Ngoài ra còn có một bảo tàng nhỏ và một trường tiểu học, nơi có các kỹ nghệ truyền thống của nghề gốm sứ, dệt, in lụa và nhuộm.
Bảo tàng Khảo cổ học và Bảo tàng Văn hóa Salt trưng bày các hiện vật có từ Thời đại đồ đồng đá đến thời kỳ Hồi giáo, cũng như các vật phẩm khác liên quan đến lịch sử của khu vực. Trong bảo tàng văn hoá dân gian có trưng bày văn hóa của người Bedouin về trang phục truyền thống và các vật dụng hàng ngày của họ.

## Quan hệ quốc tế
Thành phố kết nghĩa:
 Kuwait, Kuwait

## Hình ảnh

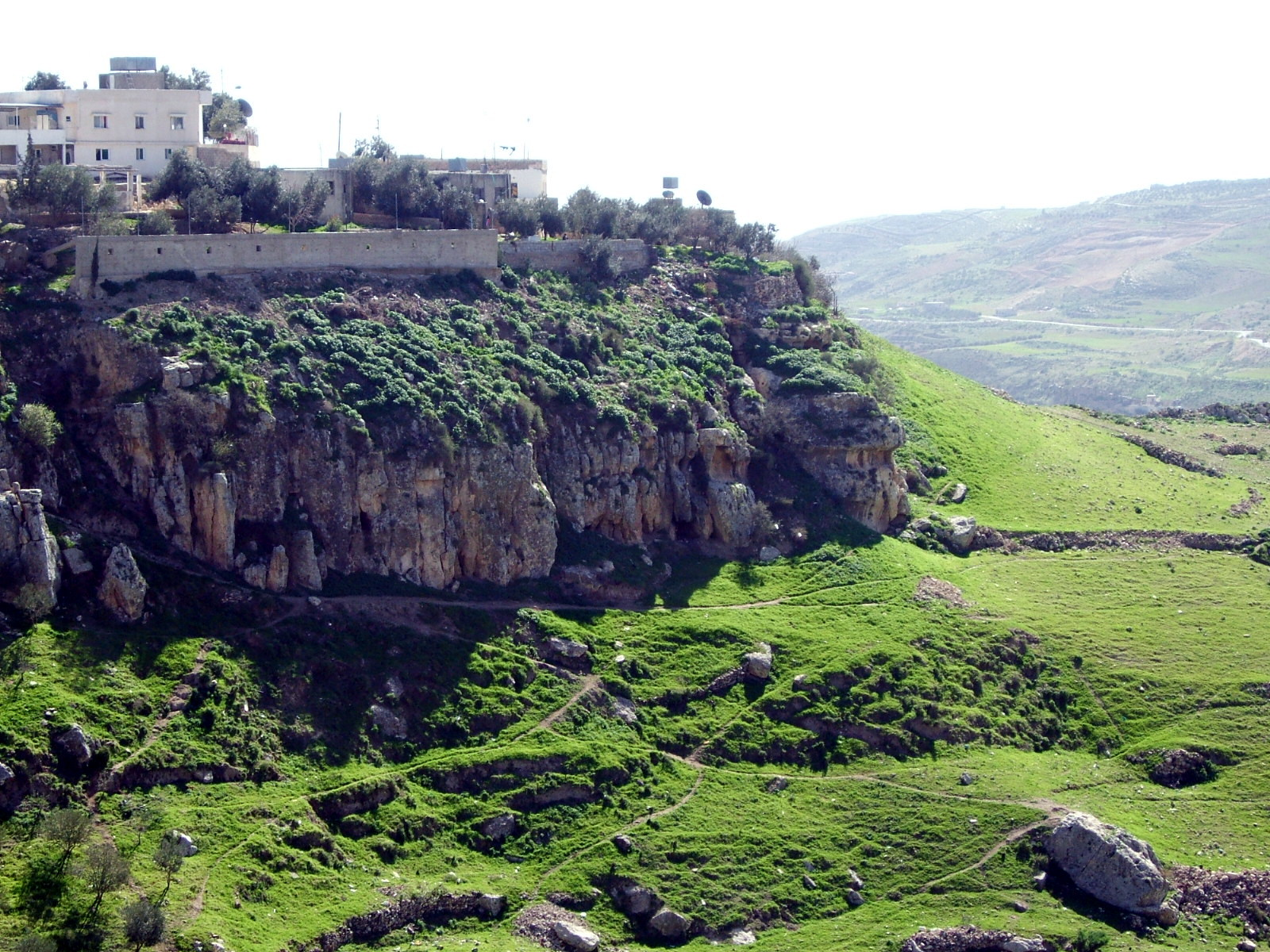
Thành phố Salt nằm vùng đất đồi núi